# Chapter II
Chapter II é o segundo álbum de estúdio da cantora norte-americana de R&B Ashanti, lançado pelas gravadoras The Inc. e Island Def Jam no dia 1 de Julho de 2003 nos Estados Unidos. Esse é o segundo álbum de Ashanti a ficar em primeiro lugar na Billboard 200, vendendo 326.000 na semana de seu lançamento.
| Críticas profissionais                                                      | Críticas profissionais |
| Avaliações da crítica                                                       | Avaliações da crítica  |
| Fonte                                                                       | Avaliação              |
| --------------------------------------------------------------------------- | ---------------------- |
| Allmusic                                                                    | [ 3 ]                  |
| Blender                                                                     | [ 4 ]                  |
| Entertainment Weekly                                                        | (B-)                   |
| Mojo                                                                        | [ 6 ]                  |
| Rolling Stone                                                               | [ 7 ]                  |
| Slant Magazine                                                              | [ 8 ]                  |
| Esta tabela precisa de ser acompanhada por texto em prosa. Consulte o guia. |                        |

## Faixas
| Edição padrão |                                      | |         |  |
| N.º           | Título                               | Compositor(es) | Duração |  |
| 1.            | "Intro/Medley"                       | A. Douglas, 7 Aurelius, I. Lorenzo, E. Jordan, M. DeBarge, R. Calhoun, A. Parker, J. Atkins, T. Bell, L. Creed, T. Lane, L. Troutman, R. Troutman, M. Dean, B. Jordon | 1:18    |  |
| 2.            | "Shany's World"                      | A. Douglas, Parker, Lorenzo | 3:05    |  |
| 3.            | "Rock wit U (Awww Baby)"             | A. Douglas, Parker, Lorenzo | 3:29    |  |
| 4.            | "What Are They Gonna Say Now (Skit)" | | 0:31    |  |
| 5.            | "Breakup 2 Makeup"                   | A. Douglas, Parker, Lorenzo | 3:41    |  |
| 6.            | "I Found Lovin'"                     | Johnny Flippin, Michael L. Walker | 4:15    |  |
| 7.            | "Rain on Me"                         | A. Douglas, Parker, Lorenzo, Burt Bacharach, Hal David | 4:57    |  |
| 8.            | "Then Ya Gone"                       | A. Douglas, Parker, Lorenzo, E. Isley, M. Isley, O. Isley, R. Isley, R. Isley, C. Jasper, Lorenzo                                                                     | 4:59    |  |
| 9.            | "Living My Life"                     | A. Douglas, Parker, Lorenzo | 4:46    |  |
| 10.           | "Black Child (Skit)"                 | A. Douglas, Parker, Lorenzo, R. Gills | 1:28    |  |
| 11.           | "Feel So Good"                       | A. Douglas, Parker, Lorenzo, Austin Johnson, Smead Hudman | 4:31    |  |
| 12.           | "Carry On"                           | A. Douglas, Parker, Lorenzo | 3:15    |  |
| 13.           | "The Sugar Shack (Skit)"             | | 1:10    |  |
| 14.           | "The Story of 2"                     | A. Douglas, Parker, Lorenzo, Rick James | 4:33    |  |
| 15.           | "Ohhh Ahhh"                          | A. Douglas, Parker, Lorenzo | 4:36    |  |
| 16.           | "Shany Shia (Skit)"                  | | 1:11    |  |
| 17.           | "Sweet Baby"                         | A. Douglas, Atkins, Lorenzo, S. Aurelius, Al Green | 4:08    |  |
| 18.           | "U Say, I Say"                       | A. Douglas, Parker, Lorenzo | 4:09    |  |
| 19.           | "I Don't Mind"                       | A. Douglas, Parker, Lorenzo | 5:04    |  |
| 20.           | "Outro"                              | A. Douglas, Parker, Lorenzo | 0:58    |  |

| Faixa bônus |          |                                                                               |         |  |
| N.º         | Título   | Compositor(es)                                                                | Duração |  |
| 21.         | "I Know" | M. Dean, A. Douglas, B. Johnson, N. Jones, Irv Gotti, A. Parker, M. Sandlofer | 4:40    |  |

## Crédito das músicas
- "Rain on Me" contém uma amostra de "Look Of Love" de Isaac Hayes.
- "Then Ya Gone" contém uma amostra de "Ain't I Been Good To You" de The Isley Brothers.
- "Feel So Good" contém uma amostra de "Playing Your Game, Baby" de Barry White.
- "The Story of 2" contém uma amostra de "Dream Maker" de Rick James.
- "Sweet Baby" contém uma amostra de "I'm Glad You're Mine" de Al Green.

## Desempenho

### Posição
| Tabelas musicais (2003)                  | Melhor posição |
| ---------------------------------------- | -------------- |
| Austrália - Australian Albums Chart      | 19             |
| Áustria - Austrian Albums Chart          | 65             |
| Canadá - Canadian Albums Chart           | 5              |
| Países Baixos - Netherlands Albums Chart | 26             |
| Alemanha - German Albums Chart           | 12             |
| França - French Albums Chart             | 62             |
| Nova Zelândia - New Zealand Albums Chart | 22             |
| Suíça - Swiss Albums Chart               | 9              |
| Reino Unido - UK Albums Chart            | 5              |
| Estados Unidos - Billboard 200           | 1              |